# Gottlieb Haase
Gottlieb Haase (tschechisch Bohumil Haase; * 25. April 1765 in Halberstadt; † 12. Februar 1824 in Prag) war ein deutsch-österreichischer Buchdrucker und -händler.

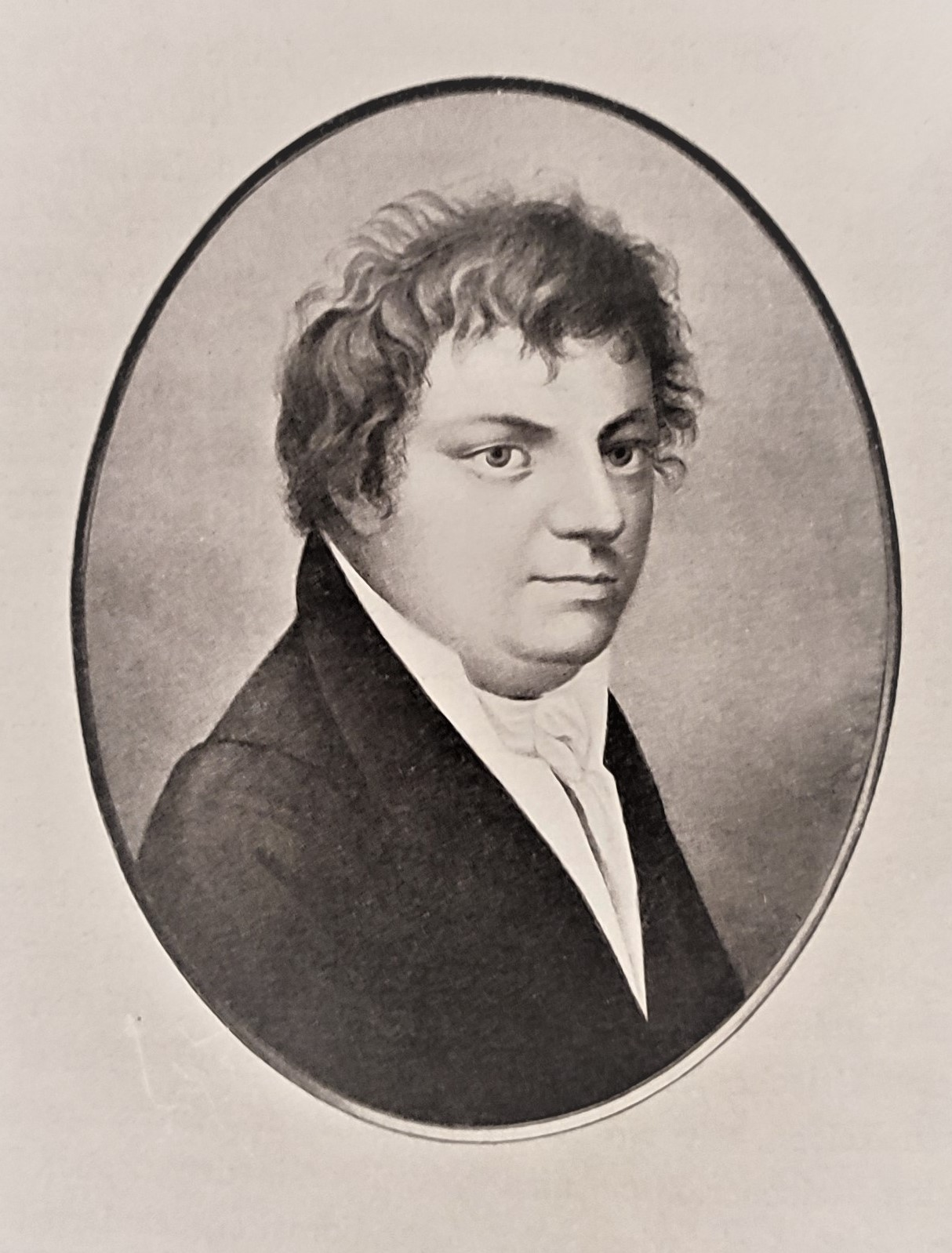
Gottlieb Haase, Porträt, Lithographie, Prag um 1815

## Biografie
Nachdem Haase den Buchdruck erlernt hatte, arbeitete er in verschiedenen Orten. 1795 ging er nach Prag und arbeitete als Setzer in der Druckerei von František Jeřábek. 1798 eröffnete Haase in Prag ein eigenes Buchdrucker-Geschäft. Im Jahr 1800 heiratete er die Tochter des Buchhändlers Widtmann. Zusammen mit seinem Schwiegervater kaufte eine Druckerei mit zwei Pressen, die bis 1804 als Haase & Widtmann firmierte. Durch viel Arbeit konnte Haase die Druckerei so vergrößern, dass sie 18 Pressen beinhaltete und erlangte den Titel eines Buchdruckers der Stände Böhmens. Mit der Zeit kombinierte er den Buchdruck mit Papierhandlung, Steindruckerei und Schriftgießerei. 1806 eröffnete Haase in Prag eine Buchhandlung, 1811 eine Leihbücherei und 1815 eine Schriftgießerei. Im Jahre 1820 gründete Gottlieb Haase die erste Steindruckerei in Böhmen. Von 1823 an arbeitete Haase erneut mit einem Compagnon als Haase & Henning zusammen. Anfang 1824 wurde Gottlieb Haase zum Hofdrucker ernannt, wenig später verstarb er.
Nach dem Tod ihres Vaters führten seine Söhne Ludwig Haase (* 1801) und Andreas Haase (1804–1864) das florierende Unternehmen weiter. Ab 1831 stiegen die Brüder Gottlieb Haase jun. (* 1809) und Rudolph Haase (* 1811) in das Geschäft ein; die Firma nannte sich Gottlieb Haase Söhne. Der jüngere Gottlieb Haase hatte auch den Buchdruck erlernt; Rudolph hingegen hatte Jura studiert. 1835 kaufte Gottlieb Haase Söhne die von Johann Ferdinand von Schönfeld gegründete Druckerei im Prager Annenhof. Am 5. März 1837 kaufte das Unternehmen von der Herrschaft Königsaal ein Gehöft mit Brettsäge, Mühle und Schankwirtschaft in Wran für 15.000 Gulden und errichtete dort eine Papierfabrik, die 1840 den Betrieb aufnahm.
Im Jahre 1843 erschien bei Gottlieb Haase Söhne das weltweit erste, vollständig in Gold gedruckte Buch, nämlich „Die vier Bücher von der Nachfolge Christi“ des Thomas von Kempen, das in einer Prachtausgabe von nur 15 Exemplaren hergestellt wurde. Das erste Exemplar wurde seiner Majestät Ernst August, König von Hannover, gewidmet, in dessen königlicher Bibliothek sich das mit Silbereinband und Königswappen versehene Exemplar befand. Andreas Haase wurde 1854 durch Kaiser Franz Joseph mit dem Prädikat Haase von Wranau in den Adelsstand erhoben. Die Firma Gottlieb Haase Söhne war eine erfolgreichsten Buchdruckereien in Österreich. Sie bestand in fünf Unterabteilungen und beschäftigte um 1860 700 Arbeiter. Am 1. Januar 1872 wurde die Firma in die Aktiengesellschaft Bohemia umgewandelt.